# Golf von Saint-Malo

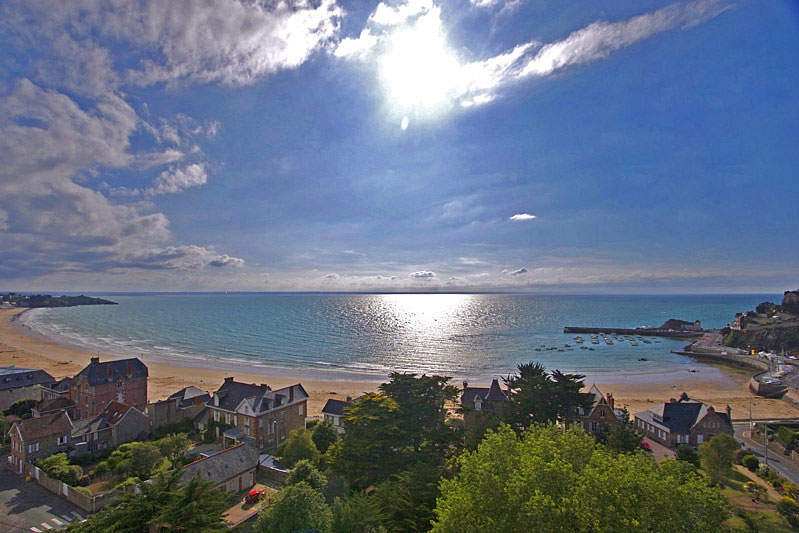
Blick auf den Strand von Pléneuf-Val-André und den Port de Piégu

Der Golf von Saint-Malo (französisch: Golfe de Saint-Malo; englisch: Gulf of Saint-Malo)  ist eine Bucht des südlichen, französischen Teils des Ärmelkanals. Namengebend für die Meeresbucht ist die Stadt Saint-Malo an der Mündung der Rance. Der Golf wird im Süden von der Küste zwischen Saint-Brieuc und Avranches gesäumt (mit der Côte de Penthièvre im Westen und der Côte d’Émeraude – Smaragd-Küste – im mittleren Bereich). Im Westen begrenzt der meist aus Steilküsten bestehende Abschnitt von Saint-Brieuc bis zu den Bréhat-Inseln (Côte de Goëlo) den Golf von Saint-Malo. Im Osten sind es die oft langen Sandstrände der Halbinsel Cotentin, die den Golf begrenzen. Nach Norden und Nordwesten ist der Übergang zum breiten Westteil des Ärmelkanals bzw. zum Atlantik fließend. Die Südwestecke des Golfes wird als Bucht von Saint-Brieuc  (Baie de Saint-Brieuc) bezeichnet, die Südostecke mit der vielbesuchten Abtei Mont-Saint-Michel heißt Baie du Mont-Saint-Michel.
Die Fläche des Golfes beträgt etwa 5000 km² (Ost-West-Ausdehnung ca. 100 km, Nord-Süd-Ausdehnung 45 bis 75 km)
Die Küsten des Golfes von Saint-Malo werden stark von den Gezeiten beansprucht. So hat der Tidenhub am Gezeitenkraftwerk Rance, die Usine marémotrice de la Rance, zwischen Saint-Malo und  Dinard eine Höhe von mehr als acht Metern.
Die Ufer des Golfes sind teilweise stark zerklüftet und weisen zahlreiche Kaps und kleine Buchten auf. Bei Ebbe fallen weite Teile des Uferbereiches trocken, vor allem in der Nähe von Flussmündungen. Zwischen den Orten Pirou und Saint-Germain-sur-Ay reicht der Regionale Naturpark Marais du Cotentin et du Bessin bis an die Küstenlinie.

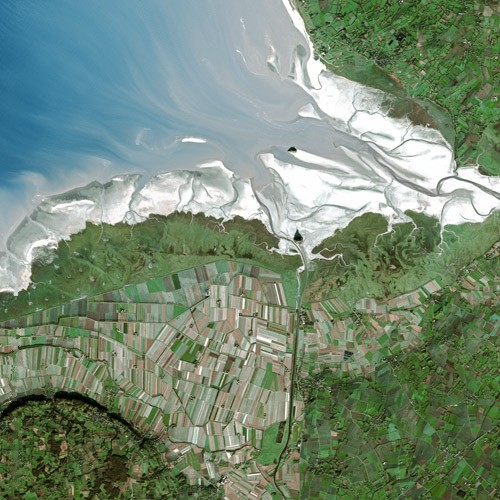
Luftbild der Bucht von Mont-Saint-Michel

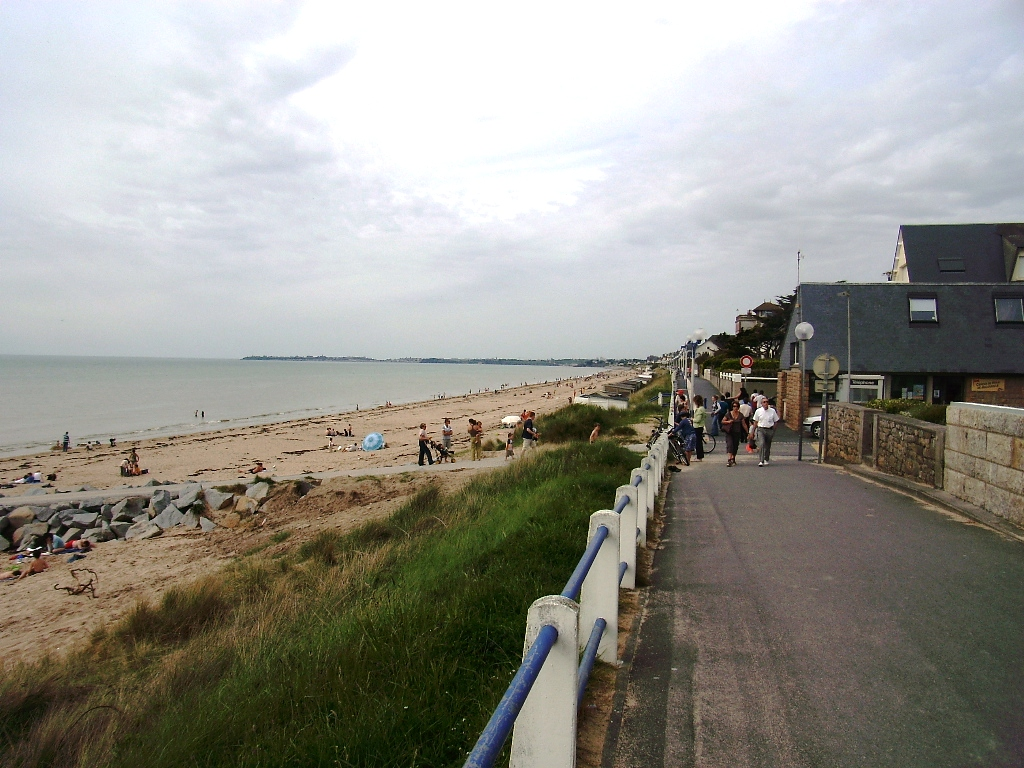
Strand von Jullouville

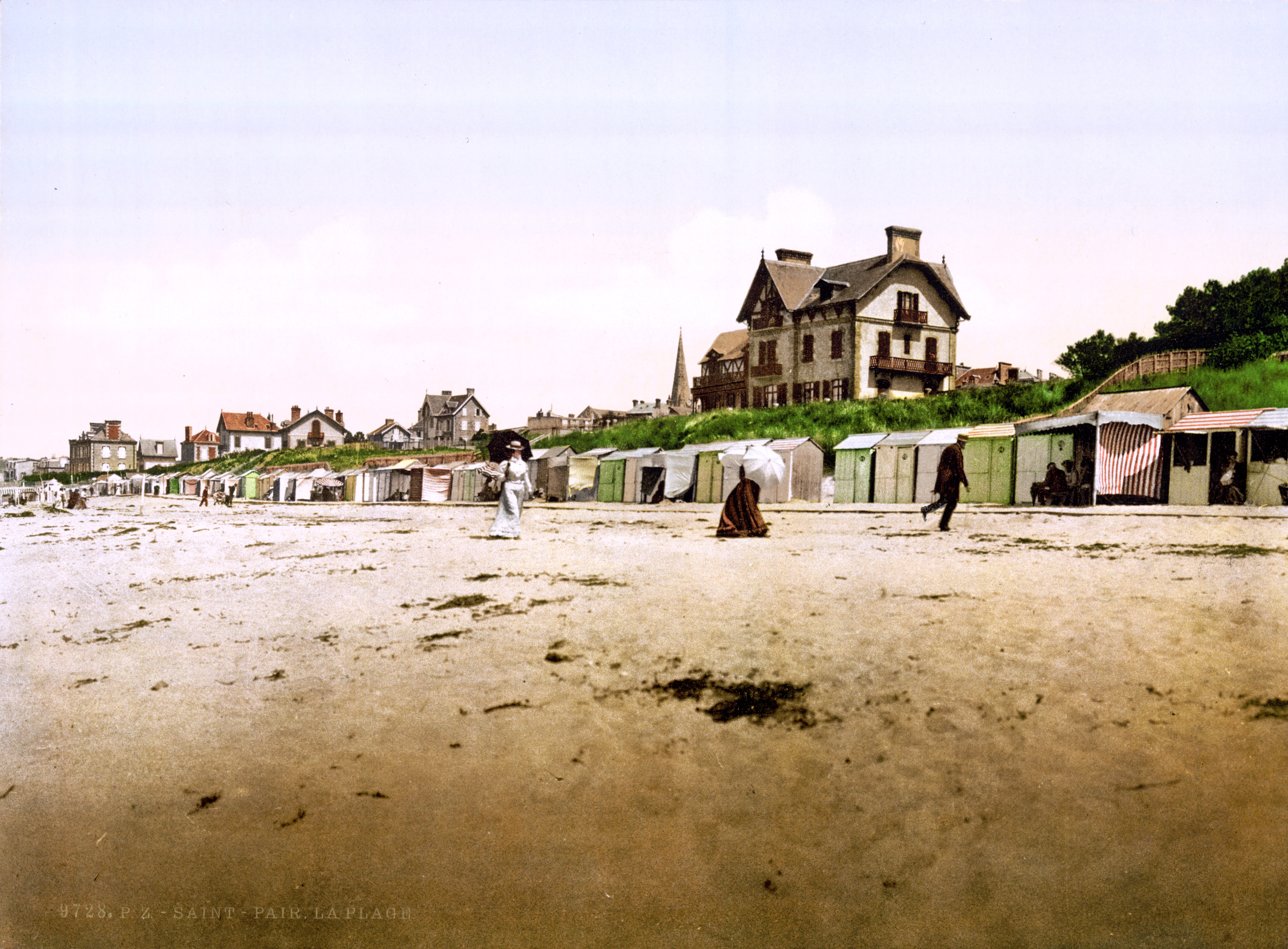
Ebbe in Saint-Pair-sur-Mer

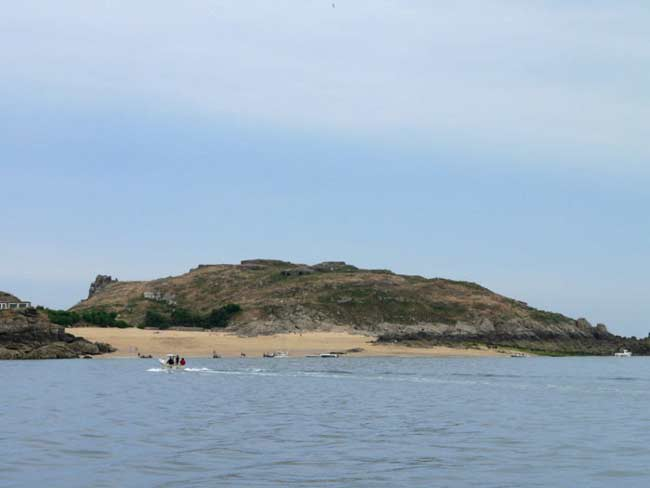
Insel Cézembre

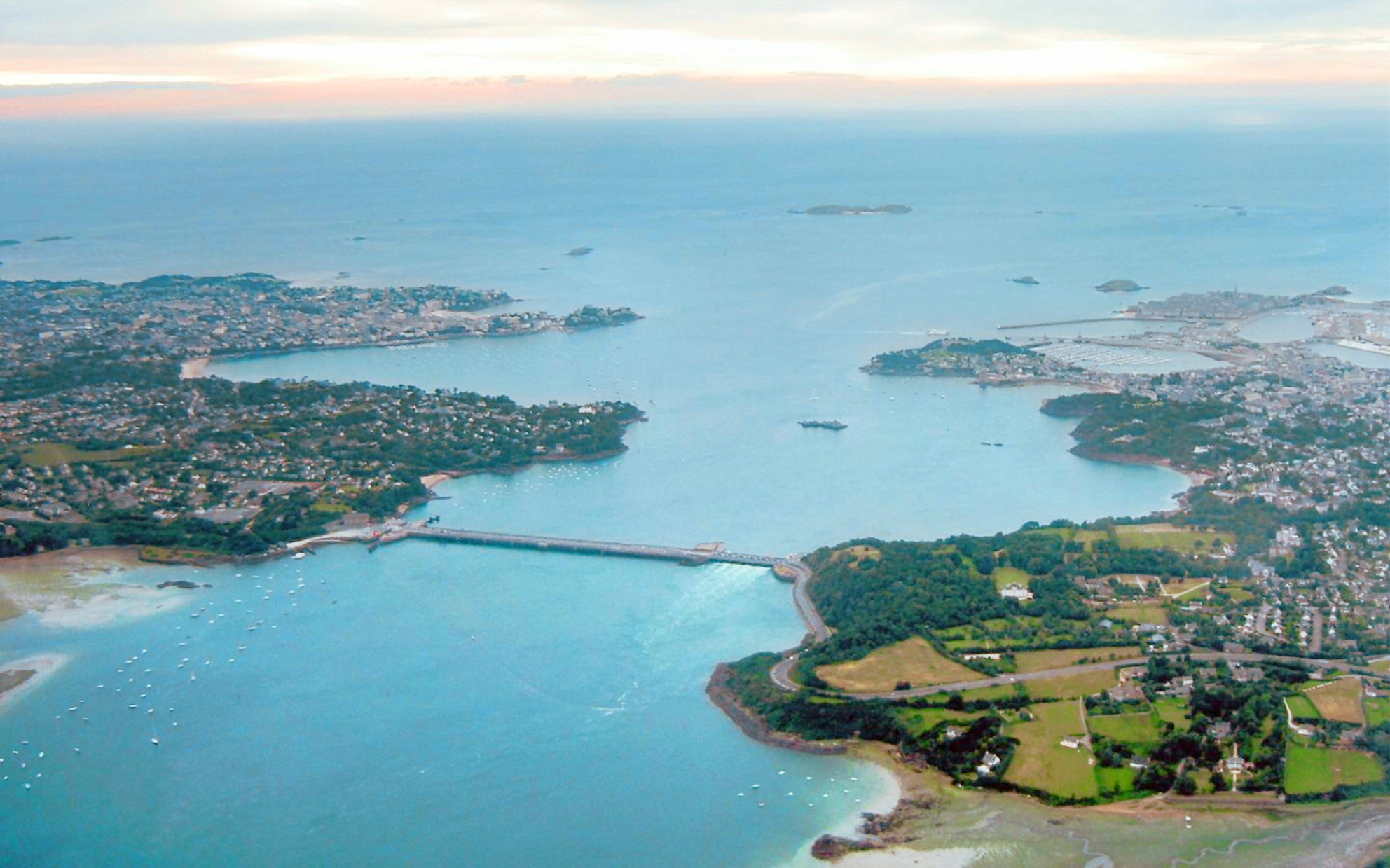
Gezeitenkraftwerk Rance

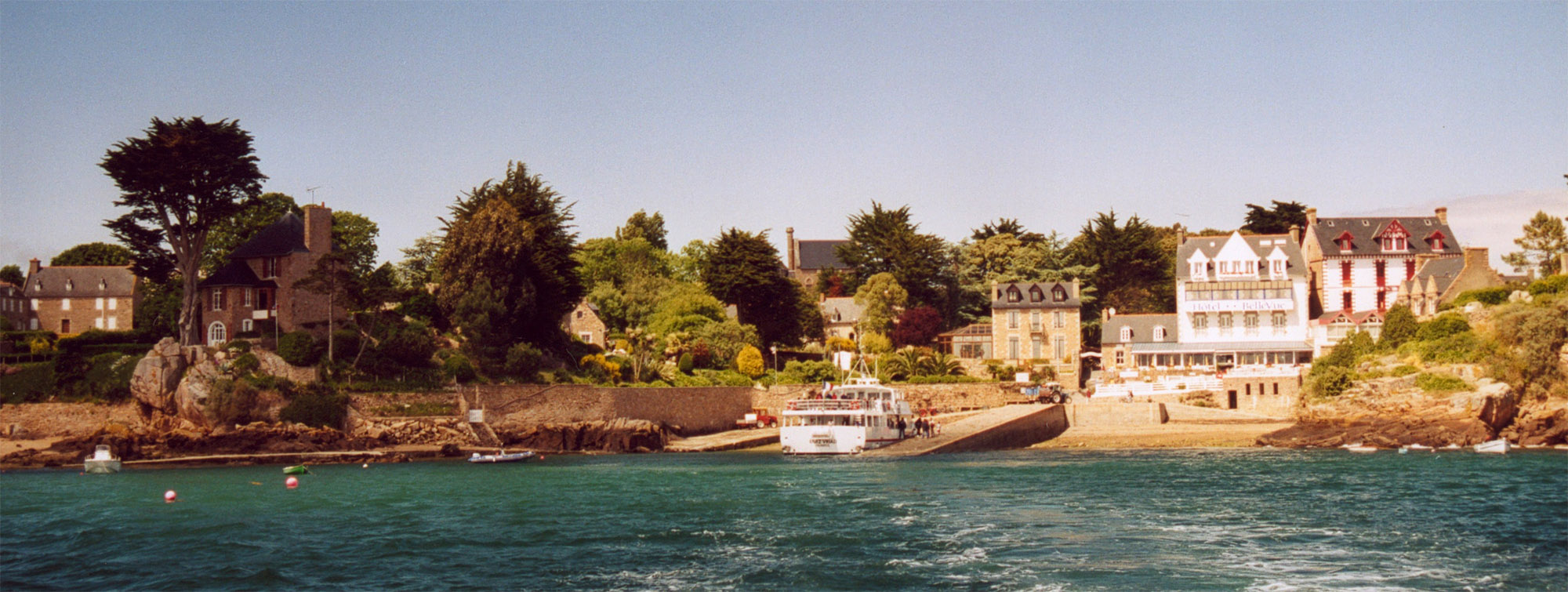
Île de Bréhat

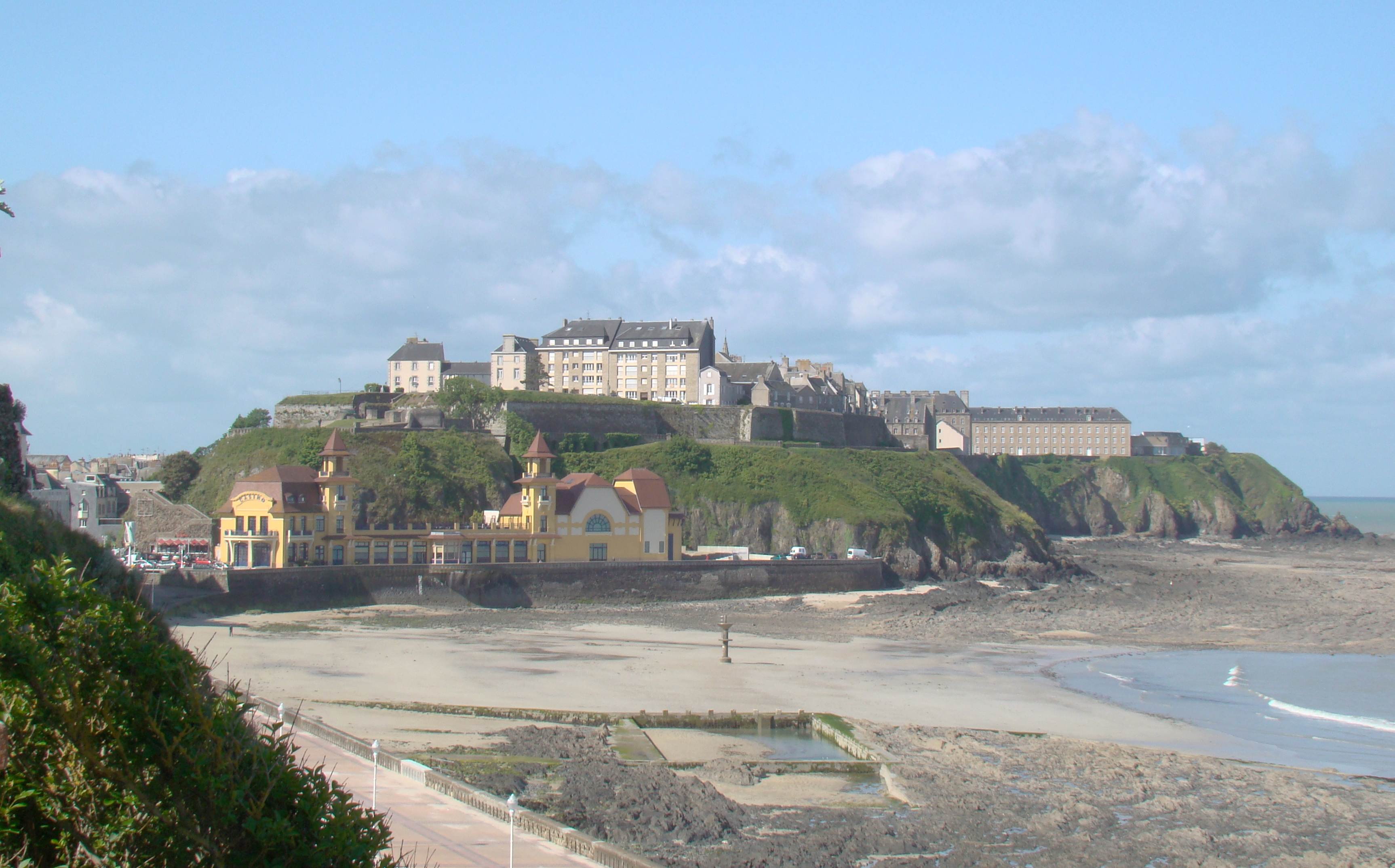
Strand, Casino und Oberstadt von Granville

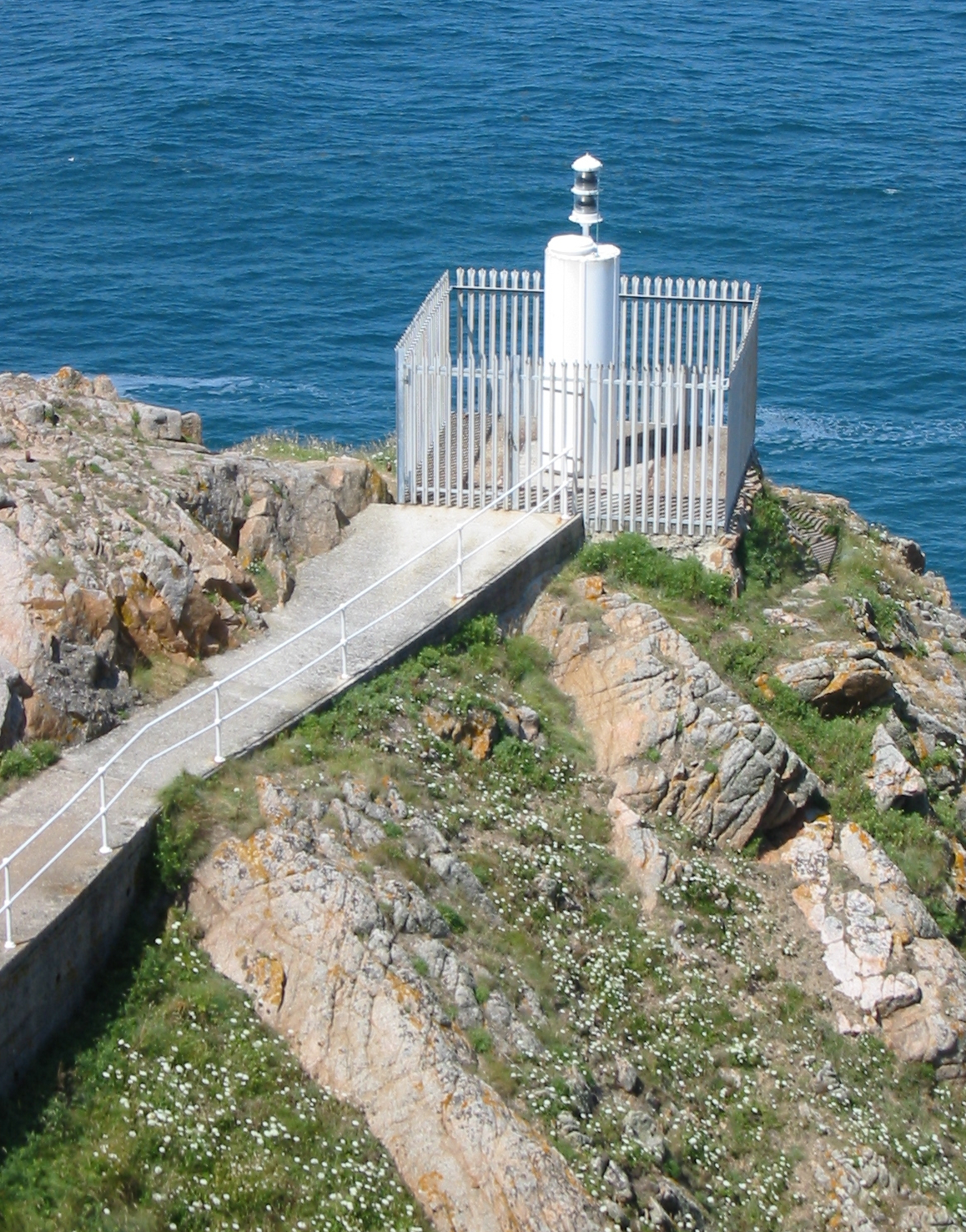
Leuchtturm auf Jersey

## Inseln
Die größten und bewohnten Inseln im Golf von Saint-Malo sind:
- Jersey, die größte der Kanalinseln
- Chausey-Inseln mit
  - Grande-Île und weiteren 21 kleinen Inseln
- Mont-Saint-Michel
- Bréhat-Inseln mit der
  - Île de Bréhat
- Île des Landes

### Kleinere Felseninseln
- Bréhat-Inseln mit
  - Île Ar-Morbic
  - Île Béniguet
  - Île Lavrec
  - Île Logodec
  - Île Maudez
  - Île Raguenez
  - Île Raguenez Meur
  - Île Verte
- Roches de Saint-Quay
- Île Agot
- Platier des Lardières
- Le Haumet
- Île de Harbour
- Cézembre
- Le Grand Jardin
- Les Haies de la Conchée
- Les Grands Pointus
- Le Haut Plot
- Le Bénétin
- Rochefort
- Le Grand Chevret
- Les Tintioux (Inselgruppe)
- Herpin
- Île des Rimains
- Le Châtellier

## Flüsse
Die bedeutendsten Flüsse, die in den Golf von Saint-Malo münden (im Küstenverlauf von West nach Ost):
| - Trieux - Gouët - Gouessant - Frémur (mündet bei Fréhel) - Arguenon - Frémur (mündet bei Saint-Briac-sur-Mer) - Rance - Guyoult - Couesnon | - Sélune - Sée - Lerre - Thar - Boscq - Vanlée - Sienne - Ay |

## Städte und Seebäder an der Golfküste
(im Küstenverlauf von West nach Ost)
| - Paimpol - Portrieux - Étables-sur-Mer - Binic - Saint-Brieuc - Pléneuf-Val-André - Erquy - Saint-Cast-le-Guildo | - Saint-Jacut-de-la-Mer - Lancieux - Saint-Briac-sur-Mer - Saint-Lunaire - Dinard - Saint-Malo - Cancale - Le Vivier-sur-Mer | - Cherrueix - Avranches - Jullouville - Saint-Pair-sur-Mer - Granville - Donville-les-Bains - Barneville-Carteret - Les Pieux |